# Albert Greiner
Pour les articles homonymes, voir Greiner.
Albert Greiner, né le 6 avril 1918 à Strasbourg et mort le 15 mars 2013 à Bagnolet, est un pasteur, théologien et écrivain français.

## Famille et formation
Fils de Georges Louis Greiner, architecte de la ville de Strasbourg, et d’Albertine Springhorn, frère de Lily Greiner, il épouse en 1947 Anne Françoise Meyer. Trois enfants sont issus de cette union, Jean-Marc, Martine et Claire.
Son grand-père Louis Greiner (1835-1887) est un architecte et entrepreneur strasbourgeois qui a construit plusieurs immeubles à Strasbourg.
Après ses études secondaires au gymnase Jean-Sturm et en classe préparatoire au lycée Fustel de Coulanges de Strasbourg, il est admis à l’École normale supérieure. Il fait des études d’allemand et de langues scandinaves à la Sorbonne, puis à Lyon. De 1939 à 1941 il participe à la campagne de France avec le 11e régiment de tirailleurs algériens et termine le service militaire avec le même régiment en Algérie et au Maroc.
Il est agrégé d’allemand (1943) et maître en théologie (1946).

## Activités
Il mène en parallèle une carrière de professeur, de pasteur, d'historien et de conférencier.
De 1943 à 1944 il est professeur au lycée Ampère de Lyon et chargé de cours à la Faculté des Lettres de Lyon. Après des études de théologie à la Faculté libre de théologie protestante de Paris (1944-1946), il est ordonné pasteur dans l’Église évangélique luthérienne de France en 1947. Il est pasteur à Saint-Denis (1947-1957), Saint-Ouen (1950-1960). De 1960 à 1969 il est pasteur de la paroisse Saint-Marc qu’il a fondée à Massy. De 1970 à 1983 il est pasteur des paroisses parisiennes de Saint-Marcel et de la Trinité.
À côté du pastorat en paroisse, il est de 1956 à 1970 secrétaire général de la Mission Intérieure luthérienne de Paris. De 1962 à 1976 il exerce la fonction, de type épiscopal, d’inspecteur ecclésiastique de l’inspection luthérienne de Paris. De 1977 à 1983 il préside l’Alliance nationale des Églises luthériennes de France. Il est membre de nombreuses instances dirigeantes du protestantisme français et du Comité mixte catholique-protestant. De 1985 à 2010 il est chargé d’enseignement à la Faculté de théologie évangélique de Vaux-sur-Seine.
« Animé par le quadruple souci de la diffusion de l’Évangile, de l’unité des chrétiens, du rayonnement de la langue française et de la réconciliation des peuples », il a participé et collaboré, au nom de son Église, de la Fédération luthérienne mondiale, de la Direction des affaires culturelles du Ministère français des Affaires étrangères et de l’Alliance Française, à nombre de congrès, de réunions et de conférences aussi bien en France que dans les « deux » Allemagnes, dans les pays de l’est européen, en Scandinavie, en Afrique et à Madagascar.
Pasteur dans l’âme, excellent prédicateur, profondément ancré dans l'Évangile, alliant de manière féconde la spiritualité et la théologie, la fidélité à la tradition luthérienne et l’ouverture œcuménique, Albert Greiner a été pendant de longues années une figure marquante du protestantisme français et de l’Église luthérienne,,.

## Distinctions
Il est docteur honoris causa de la Faculté de théologie protestante de Munich et de la Faculté de théologie luthérienne de Budapest.
Il est titulaire de la Croix de guerre 1939-1945, commandeur du Mérite de la République fédérale d’Allemagne, chevalier de la Légion d'honneur et de l'Ordre national du Mérite.

## Œuvres
Son œuvre littéraire est consacrée à divers aspects de la spiritualité chrétienne et à Martin Luther. Il a collaboré à l’édition des Œuvres de Luther parue depuis 1954 chez Labor et Fides et d’autre part aux Œuvres de Luther éditées dans la Pléiade. Cofondateur en 1954 avec René Lovy et Theobald Süss de la revue Positions luthériennes, il a publié de nombreux articles. Ils ne portaient pas seulement sur Luther, sa personne, son interprétation de la Bible, son ecclésiologie, ses opinions politiques, mais également sur la foi chrétienne en général. Par ses nombreuses recensions d’ouvrages, surtout de langue allemande, il fut un passeur entre les cultures en élargissant de manière notable l’horizon des études luthériennes.

### Monographies
- Le Christ, notre vie, Strasbourg, Éditions luthériennes, 1954.
- Luther. Essai biographique, Genève, Labor et Fides, 1956.
- Visiteurs pour Christ, Paris, Les Bergers et les Mages, 1959, 1965 (trad. en swahili).
- Joie du Notre Père, Strasbourg, Éditions luthériennes, 1959 (trad. en allemand et en italien).
- Le Saint-Esprit, ce méconnu, Strasbourg, Éditions luthériennes, 1965 (traduit en roumain).
- Martin Luther ou l’hymne à la grâce, Paris, Plon, 1966 (trad. en allemand).
- L’Église et les sacrements, Ngaoundéré, 1978.
- Martin Luther, un passionné de vérité, Paris, Éditions du Centurion-Jeunesse, 1983.
- Martin Luther, esquisse d’un portrait intérieur, Paris, Mission Intérieure, 1984.
- Sur le roc de la Parole, Paris, Les Bergers et les Mages, 1996.

### En collaboration
- Certitudes de la foi, Paris, Berger-Levrault, 1958.
- a Réforme servante de l’Unité, Paris, Les Bergers et les Mages, 1960.
- Jésus-Christ et le monde, Strasbourg, Oberlin, 1966.
- Le mystère de l’Esprit-Saint, Paris, Mame, 1968 (traduit en italien).
- Les fruits de l’Esprit, Paris, Berger-Levrault, 1973.
- Tous invités, Paris, Centurion, 1982.
- Luther, Paris, Cerf, « Fêtes et Saisons » n° 378, 1983.
- L’essentiel 3, Strasbourg, Oberlin, 1985 (traduit en allemand).
- Luther, bande dessinée, Lingolsheim, éd. Sadifa, 1986, (traduit en allemand).
- « Calvin, Luther, Rembrandt, » in : Jean Delumeau (dir.), Histoire des saints et de la sainteté chrétienne, t. VIII, Paris, Hachette, 1987.
- Martin Luther, Prédicateur. Arrêts sur images, Textes choisis par Albert et Françoise Greiner, Coédition, Cléon d’Andran, Excelsis, Vaux-sur-Seine, Edifac, 2002.